# Halicoides lolo
Halicoides lolo är en kräftdjursart som först beskrevs av J. L. Barnard 1971.  Halicoides lolo ingår i släktet Halicoides och familjen Pardaliscidae. Inga underarter finns listade i Catalogue of Life.